# 抓鬼天狗幫
《抓鬼天狗幫》（日语：tactics）是一部由日本漫畫家木下櫻與東山和子所合作的日本漫畫作品，以及由此漫畫改編而成的日本電視動畫。本作从2001年1月号《月刊GFantasy》上开始连载，此后转往《月刊Comic Blade》以及《Comic Blade MASAMUNE》，最後在《月刊Comic Blade Avarus》上连载至结束。漫画第一部全15卷，由七海鸣创作的小说则已发售至第三卷。作品的男性角色除一之宫勘太郎外，均由东山和子负责。木下樱则负责登场的女性角色。
電視動畫版于2004年10月至2005年3月在日本首播。全25话。

## 故事簡介
日本明治维新中后期，一之宫勘太郎从小就具有看见妖怪的能力。长大后，身为民俗学者的他同时身兼退治妖怪的工作。与跟他拥有名字契约的妖怪「妖狐」一同生活。
勘太郎自幼开始憧憬和「传说中的食鬼天狗成为朋友。」经过多年的寻找，终于把食鬼天狗从封印中解放出来，并取名「春华」。从此开始了一个人和两个妖怪降服妖怪鬼怪的故事。
故事从单元式短篇开始，直到第五卷作者为作品加上了「食鬼偲夜藤草纸」这样的副标题，作品进入了春华篇。重点为大反派源赖光出现的最大目的是要把妖力解封後的「食鬼天狗」献给「那个人」。经过多次碰面斗智鬥勇后，终于明白此番「春华争夺大战」是因为春华前主人「藤」，为了能永远得到春华而与源家合谋，暂时先封印当时处于危险中的春华。却不知何人在封印上动了手腳，以至于他们无法解除封印。直到勘太郎的出现才把春华从封印中解放。
不断在说自己罪孽深重的勘太郎暗地裡多次到母亲墓地扫墓，身世成謎，对春华也是另有目的。这些谜团目前连载中尚未解开。
2009年5月号《月刊Comic Blade Avarus》的连载副标题为〈赤目吉祥果妖魅狂歌 鬼子母神〉标志着作品进入勘太郎篇。2013年《月刊Comic Blade Avarus》5月号第一部完结。

## 登場人物

### 主要人物
一之宫 勘太郎（聲優：宮田幸季／香港：梁偉德、黃麗芳(童年)）
1月1日出生。民俗学者，副业是从事退治妖怪工作。曾在击退妖怪之屋逃离时，受到鬼的攻击，身负重伤。从此当遇上鬼时胸口旧伤便会痛。
红色的眼眸，天生色素少，浅茶色头发（动画版裡則是银色），肤色偏白。小时候因看得到妖怪，而被人类欺负，所以喜欢和妖怪做朋友。非常讨厌狗和幽灵。日常装束多为白色长衫红色和服裙裤（袴）。对于源赖光认为这是女装的观点坚决否认。
有着少年一般脸孔的勘太郎实际上在求学时期是莲见了宽的前辈，就读于帝国大学。但由于四處从事退治妖怪的工作等原因，成绩优秀的他毕业时间反而比莲见晚很多。也因此真实年龄成謎。精通英语，曾当过教会神父的翻译。
为人方面，勘太郎在作品裡处处展现他腹黑的性格。也被称为守财奴、策略家，「长大后懂得处世之道」的他也经常为达到目的而作弄或用计谋让春华乖乖按计划行事，也经常向他撒娇。第三卷裡登场的朱雀院雅在为他占卜后这样说「爱撒谎又淫乱，亲人当中有死人或小偷。」。春华的妹妹也说过「勘太郎先生，到底是何许人物？无法透视他的內心」。
至于勘太郎的妖力，根据爱德华在「加牟波理入道之段」描述是「连鬼都会畏惧三分的勘太郎……」。在「食鬼偲夜藤草纸」末段裡也显示出其深不可测的能力。
勘太郎的生母為白拍子、青樓出身的女子，擁有看見妖怪的妖力，勘太郎能夠看見妖怪的體質即是遺傳自他的母親。義母為勘太郎生母之妹，是寺院的尼姑，所在的寺院奉祀的神為「鬼子母神」，而勘太郎生母的遺體也埋葬於此寺院。此外，厭惡生母的勘太郎每個月會前往其墳前掃墓三次，根據他本人的說法，是為了監視墳墓不讓母親復活。
春華（聲優：櫻井孝宏／香港：李錦綸）
10月15日出生。拥有黑色的瞳孔以及及肩长髮，被称为「最强的食鬼天狗」。从被勘太郎解封开始就没有了被封印时的记忆，为此感到烦恼。曾一度认为前主人「藤」与酒颠童子联手背叛自己而深受打击，变得不相信人类。与勘太郎相遇后渐渐对其打开心扉，并在「食鬼偲夜藤草纸」裡说「他跟别的人类不一样，或许勘太郎是特别的。」与「藤」的名字契约解除后恢复妖力变成庚申眼（金色）的天狗，但是否妖力已经全部恢复，作品目前尚未明确交代。
天狗有随身携带茶碗的习性（勘太郎常以此要挟春华），喜欢玻璃工艺品。出于天狗的特性，十分害怕鲭鱼，喜欢在大树上午睡，但在勘太郎家中则多在屋顶。有时会在妖狐工作的店里打工。妖狐有时间也会在家中教育他如何成为小白脸。讨厌但却懂得使用阴阳术，但对自身的妖力消耗相当大。源家企图复活的酒颠童子正是春华的宿敌。能用羽毛变出权杖当作武器。
春华曾被注射过量的鸦片，剂量若用在人类身上早已致命，但对天狗而言却只是发烧感冒。

### 重要人物
妖狐（聲優：川上倫子／香港：陳凱婷）
与勘太郎订立名字契约的妖怪，属于狐狸族，因此取名「妖狐」（也有翻译为妖子）。由于勘太郎的贫穷，她每天都会外出打工赚钱养家，并包办家中大小家务事。尽管如此，但她对于承认妖怪存在的勘太郎，仍然心存感激之意。目前作品裡只有她会昵称勘太郎为「小勘」。
杉野（聲優：保志總一朗／香港：雷霆）
杉野村的第二代山神，是从人类堕入天狗道的白天狗。与妖怪小牳是一对帕拉图式的好夫妻。对小牳的独占欲非常高。而小牳又对勘太郎有好感，因此两人一直互相仇视，不时闹点笑话或偶然被勘太郎利用。
知道春华过去遭遇的杉野一直是春华的好朋友。春华被封印后，愤世嫉俗的他当时还不是杉野村的山神，到处为非作歹被村民称为「粗暴天狗」。曾被村民恶整，用鲭鱼做成包子骗他，在他一个人承受痛苦的时候，小牳曾陪伴左右。
杉野妖力相当厉害，不时会出手相助。衣着方面平时多为和服，但也不时打扮得相当现代。
小牳（聲優：南央美）
全身绿色，耳朵像兔子一样，说话只会叫「MU」的妖怪。原型、妖力不详，但妖力强大得能吞下「九字真言」。同时是白天狗杉野的爱妻，不过小牳也十分喜欢勘太郎和莲见。
小牳的主食是各种虫子。动画版中曾把「荒魂」吞噬了。因此影响了其性格，但之后的描述不明。
蓮見 了寬（聲優：飛田展男／香港：蘇強文）
勘太郎大学时代的后辈，知名的民俗学者。作为学者的他相当优秀，曾到英国留學，是个性格顽固的精英份子。与勘太郎一样，是民俗学界第一人—沼田老师的得意门生。坚决不相信世间有妖怪存在的他与勘太郎矛盾不断。认真的性格也屡次被勘太郎利用。
在「加牟波理入道之段」裡向可爱的养女罗纱莉坦言，自己其实很清楚她及勘太郎这些看得见妖怪的人一定有常人无法体会的痛苦。他的愿望是弄清楚看得见妖怪和看不见妖怪的人有什么差别。希望能消除看得见的人的自卑感。「你们可以看到我喜欢的妖怪……让我很羡慕……我就是因为喜欢妖怪才当民俗学者…」才是他的真正心声。
莲见曾是源赖光的家庭教师，根据莲见本人的证言，自己的头发开始稀疏的时间点就是当时。
罗紗莉（聲優：井上麻里奈／香港：林雅婷）
出生英国，莲见的养女。灵媒体质的她也能看见妖怪，常常独自与妖怪交谈。衣著以羅莉塔時裝為主。出门总是隨身携带着玩偶，称莲见为「了宽」。
以前曾属于爱德华秘密结社的「睿智和髑髅」。殘忍地利用她的灵媒体质将别人的灵魂依附在她身上。因此，爱德华每次接近她，都总会躲而远之。
在「食鬼偲夜藤草纸」的末段，灵媒体质的她曾一度被诱拐到源家，成为酒颠童子复活后的附身对象，一度与春华对战。
江戶川  鈴（聲優：水樹奈奈／香港：林元春）
動畫原創角色，帝都東京市的江戶川子爵家的小女兒，成長于淵源有的門第，受到充分的禮法教育。對春華一見鍾情，常常找各種藉口來勘太郎家看望春華。送春華各種各樣的東西，卻推說是舊物，玲也有害羞的一面。
在最後一集時因為感冒發燒，休息時死了（其實她一直身體就不好），但希望勘太郎和春華和好，變成了幽靈，最後含笑成佛。

### 近卫师团第一联队
近衛師團第一联队，统括了大日本帝国的灵的咒术部门的机关。日本所有神社佛阁全部都由这个机关统帅。
源 賴光（聲優：松風雅也／香港：李致林）
大日本帝国公认的除妖师，18岁便成为源家现任当家。近卫师团第一联队队长，军衔为少将。瞄准春华的动机在动画版为「因为他是祖先唯一没降服的妖怪」。而漫画裡则是为了「酒颠童子的复活和日本国的神格化」。过去似乎与勘太郎有某种纠葛，两人视彼此为劲敌。自信自负又腹黑的源赖光，性格上相当坏心眼，爱用的武器是源家世代相传的传家宝—童子切安纲。最厌恶白色。喜欢甜食，在漫画裡经常吃着糖或巧克力。
从莲见对他的称呼看来，源赖光并非本名。酒颠童子被消灭后，便一直自闭在家。
在廣播劇裡，經常出現源洗澡泡溫泉的劇情，根據本人的說法是：「這是廣播劇的慣例。」
渡邊 末吉延（聲優：井上和彥／香港：招世亮）
信奉源赖光的四天王之一。右手是传说中酒颠童子的右臂，除了「庚申眼食鬼天狗」以外，刀枪不入。在「食鬼偲夜藤草纸」裡被妖力恢复的「庚申眼食鬼天狗」春华砍断右臂。
性格使然遇到女性就会表现出关怀，对于有困难的女子不会坐视不理，曾赠送衣服给妖狐。却每次都让女性生气而讨打。源赖光是这样评价他「你看见女人哭泣会开心的虐待狂！坏男人！」與之交往的女性，根據本人公式發言共有六名。
渡边从源赖光出生便开始伺候。在源赖光情绪失控或不理智的时候制止他，也是渡边的任务之一。
擁有許多雜項知識，廣播劇裡渡邊的雜項知識碎碎念也是慣例。
坂田 公滋（聲優：谷山紀章）
信奉源赖光的四天王之一，是武器制造计划的执行人。从小就认识源赖光，对勘太郎有非常明显的敌意，也十分妒忌渡边。除源赖光外，对他人均以冷酷姿态对待。
碓井 麻里亞
信奉源赖光的四天王之一的红一点，更是唯一的女性成员。擅长突击的她是赖光的秘书。
卜部
四天王裡最年長的人。不论何时总是一副笑脸的样子，擅长收集情报及严刑拷问。曾在「食鬼偲夜藤草纸」裡以罗纱莉的安全要挟莲见引诱勘太郎掉入陷阱。他曾經拔掉春华的獠牙，將之作为菖蒲增加灵力的道具。
愛德華（聲優：高橋廣樹／香港：鄺樹培）
从英国來的假降魔师，假裝是神父的样子，真正身份不明。属于「睿智的髑髅」的秘密结社。比起咒术更擅长格斗武术。「加牟波理入道之段」裡春华称其「你绝对不是人类。」更把春华的手臂折断可见其实力。
另外，爱德华也有收集日本裙裤的怪癖。勘太郎曾被他偷过裙裤。
在「食鬼偲夜藤草纸」后，他以源家大宅修复中，源赖光自闭很无趣为由入住勘太郎家。其具体目的尚未明确。
茨木童子（聲優：淺野麻由美／香港：黃麗芳）
拥有美丽身段的鬼，喜欢人类的血。为了让酒颠童子复活，和源赖光走在一起。讨厌渡边的她实际上对他抱有好感。靠着酒颠童子的灵珠生存的茨木童子，在酒颠童子被消灭时一同消失。

### 其他人物
麗子（聲優：南央美／香港：梁少霞）
勘太郎民俗学研究的出版社的责任编辑，常为他的拖稿操心不已。但实际上催稿手段相当高明，是少數能让勘太郎乖乖听话的人。对春华一见钟情。
八子（聲優：甲斐田裕子／香港：鄭麗麗）
神田花街的艺者，勘太郎的青梅竹马。勘太郎小时候被欺负时，如果八子不出手，他就会一直被欺负下去。现在勘太郎偶然会到八子那裡喝酒。
源 菖蒲（聲優：吉田小百合／香港：黃麗芳）
源赖光的妹妹，总是期盼自己能见到妖怪，同时她也是莲见「摩诃不可思议研究会」的学生。样子长得与春华前主人「藤」十分相似。「食鬼偲夜藤草纸篇」裡作为「藤」复活的容器但自身灵力非常弱，吃掉春华的獠牙后变得能看见妖怪。自小就十分憧憬及愛慕哥哥。
藤
春華的前主人，對他有着超乎寻常的爱。生前是平安时代的贵族兼天才女阴阳师。给春华取名—临。死前并没解除名字契约的关系，因此令春华背负双重名字契约的痛苦。
为了与春华能永远在一起的永恒，与他的宿敌酒颠童子联手封印春华。而自己的灵魂则寄宿在菖蒲养的黑猫裡。
藤附身菖蒲后与勘太郎对战时使用了「十字真言」。因此解除了与「临」（春华）的名字契约。恢复了作为庚申眼食鬼天狗的妖力。春华的真诚剖白让她意识到自己的错误。最后毁灭了酒颠童子的灵珠与之一起灰飞烟灭。临走前茨木拉开勘太郎的衣服令她看到一些吃惊的事情，想对春华说些什么，但已经来不及。最終到底她看到了什麼至今成謎。
酒顛童子
从前与食鬼天狗旗鼓相当，会带来灾难的鬼。对于力量强大的春华以及勘太郎让他感到十分有趣。源赖光为其复活后用的身体做了大量的准备工作。在「食鬼偲夜藤草纸」裡灵魂借用了罗纱莉的身体，采用幻术与春华及勘太郎作战。最后被藤捏碎灵珠以致灰飞烟灭。
鶇
平安時代被源家的當家源赖政收服的妖怪鵺。源赖光为制作军用武器而将其封印解除，进行唤回死者的魂的工作在深山裡生活。
鸫与春华一样被受双重名字困扰，最后她反抗源赖光，被他取出身体內的灵珠后死亡被制作成标本。
星＆月
星（灰色的毛）和月（茶色的毛）都是雷兽，春华从前的随从，人类语言說得不太好。春华解除封印后忘记了自己有随从的存在。在遇上鸫的时候发现星和月也在村子里被取名字，在矿石场裡工作。事情解決后跟隨春华回到帝都。
雷兽初次见到勘太郎便说「这个丑不拉几的人类是谁？」但本意其实是「可爱」的意思。
伊東 稻齋
十分擅长画妖怪及怪物的画家，也是勘太郎在民俗学方面的情报提供者。从前发生的事故致使右眼受伤，一直以头发遮挡。有着与作品印象相反的青年脸孔。
年幼时与勘太郎一样能看见妖怪，但隨着年齡增长变得看不见，并忘记了儿时一同遊玩的妖怪名字。之后发生右眼疼痛、做噩梦等事情便请来勘太郎帮忙。这位画家似乎与妖怪「火车」有保持來往，并向「火车」讲述勘太郎的事情。
御神木
春华的母亲，其实是一棵巨大而又古老的树。能知道人或妖怪的思绪、欲望及烦恼。春华小时候曾伸出藤枝救他，让他能在山崖下爬回來。这事成为了春华对母亲的重要回忆。另外，御神木知道勘太郎的目的后伸出藤枝割伤他。
覺
似乎是在春华离开家乡后才出生的妹妹，但是觉并不是天狗。拥有读心的能力，卻无法读透勘太郎的內心。

## 用语
黑天狗／白天狗／食鬼天狗
虽然同为天狗，但黑天狗是指像春华那样天生就是天狗。白天狗则是像杉野那样，是有能力的人类堕入天狗道便成为白天狗了。
食鬼天狗通常居住在深山之中，具有令人难以想象怪力和超能力，是相当强悍的一种。尤其以吃鬼的天狗最让妖怪及鬼闻风丧胆。
左手的铃铛
勘太郎左手戴着的铃铛，是妖怪探测器，他的道具之一。当有妖怪或鬼在附近的时候铃铛就会响起来。
童子切安綱
由当家继承，源家代代相传的名刀。传说中斩杀酒颠童子的名刀，现在也作为国宝在日本东京国立博物馆收藏。
九字真言
又名奥义九字，分别为：临、兵、斗、者、皆、阵、列、在、前九字。道教、密教、佛教、陰陽道均有使用。在理解上也有些微的偏差。勘太郎使用的多为密教咒术。
十字真言
超越九字真言的超强咒术。是会对施术者造成反作用的咒术。由于咒术力量强大，使用十字的人与妖怪之间的名字契约会化为白纸。因此，十字真言也被称为「反解除」。
灵珠／玉
对于妖怪而言是灵魂一样的物质。只有能力强大的妖怪才会拥有。但一旦被取出，妖怪就等同死亡。灵珠的能力视妖怪的能力而有所不同。
泰山府君
阴间的神，掌管人类的生死。
酒顛童子
传说在平安时代，由当时的武将源赖光，以及他的四天王渡边纲、坂田金时、碓井贞光、卜部季舞共同讨伐住在京城附近的大江山上的狂暴之鬼—酒颠童子及茨木童子。
火车
妖怪火车是负责将生前做尽恶事的人带往地狱的使者，所以遭到火车來迎接的人，便成了一族之耻。

## 出版書籍
| 冊數 | Mag Garden    | Mag Garden                                                  | 東立出版社     | 東立出版社             |
| 冊數 | 發售日期      | ISBN                                                        | 發售日期       | ISBN                   |
| ---- | ------------- | ----------------------------------------------------------- | -------------- | ---------------------- |
| 1    | 2002年9月10日 | ISBN 4-90-192602-0                                          | 2003年6月27日  | ISBN 986-11-2553-1     |
| 2    | 2002年9月10日 | ISBN 4-90-192603-9                                          | 2003年8月5日   | ISBN 986-11-2554-X     |
| 3    | 2003年3月10日 | ISBN 4-90-192641-1                                          | 2003年10月15日 | ISBN 986-11-2895-6     |
| 4    | 2004年3月10日 | ISBN 4-86-127034-0                                          | 2004年10月15日 | ISBN 986-11-2896-4     |
| 5    | 2004年10月9日 | ISBN 4-86-127085-5 ISBN 4-86-127082-0（限定版）             | 2005年8月11日  | ISBN 986-11-6830-3     |
| 6    | 2005年3月10日 | ISBN 4-86-127127-4 ISBN 4-86-127122-3（限定版）             | 2005年10月13日 | ISBN 986-11-7125-8     |
| 7    | 2005年9月10日 | ISBN 4-86-127198-3                                          | 2006年1月19日  | ISBN 986-11-7633-0     |
| 8    | 2006年7月10日 | ISBN 4-86-127288-2                                          | 2007年3月16日  | ISBN 978-986-11-8830-0 |
| 9    | 2007年3月30日 | ISBN 978-4-86-127375-9                                      | 2007年7月20日  | ISBN 978-986-11-9814-9 |
| 10   | 2008年3月28日 | ISBN 978-4-86-127487-9                                      | 2008年8月1日   | ISBN 978-986-10-1591-0 |
| 11   | 2009年3月10日 | ISBN 978-4-86-127604-0                                      | 2009年7月16日  | ISBN 978-986-10-3508-6 |
| 12   | 2010年3月10日 | ISBN 978-4-86-127717-7                                      | 2010年12月23日 | ISBN 978-986-10-5491-9 |
| 13   | 2011年3月15日 | ISBN 978-4-86-127845-7 ISBN 978-4-86-127818-1（限定版）     | 2012年3月28日  | ISBN 978-986-10-7503-7 |
| 14   | 2012年3月15日 | ISBN 978-4-86-127968-3 ISBN 978-4-86-127957-7（限定版）     | 2013年4月1日   | ISBN 978-986-10-9910-1 |
| 15   | 2013年5月15日 | ISBN 978-4-80-000163-4 ISBN 978-4-80-000119-1（初回限定版） | 2015年3月12日  | ISBN 978-986-332-897-1 |

導讀手冊

- 2006年3月29日發售、ISBN 4-86-127260-2（Mag Garden）

輕小說
- 著作：七海鳴／原作、插畫：木下櫻、東山和子／出版叢書：MAG-Garden NOVELS

小説tactics 12005年2月12日發售、ISBN 978-4-86-127114-4
小説tactics 22006年3月29日發售、ISBN 978-4-86-127261-5
小説tactics 32009年3月1日發售、ISBN 978-4-86-127617-0
画集
- tactics Illustration Works 木下櫻、東山和子畫集：2003年6月26日發售、ISBN 4-90-192665-9
- 木下櫻、東山和子 Compact Illustration 夢一夜：2008年3月28日發售、ISBN 978-4-86-127497-8

## 電視動畫
2004年10月5日到2005年3月29日於東京電視台進行製作和放送。

### 製作團隊
- 監督 - 渡邊浩
- 系列構成 - 金卷兼一
- 人物設計、總作畫監督 - 岡真里子
- 道具設計 - 木村友美
- 美術監督 - 阿久津美千代
- 色彩設計 - 松本真司
- 攝影監督 - 森下成一、阿部照男
- 編輯 - 松村正宏
- 音樂 - 羽岡佳
- 配音監督 - 井上和彦
- 製作人 - 八田紳作、浦崎宣光
- 動畫製作 - STUDIO DEEN
- 製作 - MEDIANET、STUDIO DEEN

### 主題歌
片頭曲《秘密世界》（Secret World）
作詞 - 森由里子 / 作曲・編曲 - 西岡和哉 / 歌 - 秋山實希
片尾曲《看不見的力量》（ミエナイチカラ）
作詞 - 森由里子 / 作曲・編曲 - 西岡和哉 / 歌 - 秋山實希

### 各話列表
| 集數 | 日文標題 | 中文標題               | 劇本              | 分鏡          | 演出            | 作畫監督            |
| ---- | -------- | ---------------------- | ----------------- | ------------- | --------------- | ------------------- |
| 1    |          | 黑天狗的覺醒           | 金卷兼一          | 渡邊浩        | 渡邊浩          | 番由紀子            |
| 2    |          | 吉原怪奇慕情           | 金卷兼一          | 葛谷直行      | 開祐二          | 原田峰文            |
| 3    |          | 山之童話               | 高山克彥          | 宮下新平      | 白石道太        | 小澤郁              |
| 4    |          | 禁忌的肖像             | 金卷兼一          | 大宅光子      | 雄谷將仁        | 原田峰文            |
| 5    |          | 黑暗中的舞者           | 鈴木雅詞          | 小島正士      | 渡邊浩 上田繁   | 石川洋一            |
| 6    |          | 午夜九點七分的幽靈電車 | 久保田雅史        | 湖山禎崇      | 湖山禎崇        | 窪敏                |
| 7    |          | 蠱惑的呼喚             | 川崎裕之          | 今千秋        | 今千秋          | 番由紀子            |
| 8    |          | 妖狐的她               | 金卷兼一          | 葛谷直行      | 開祐二          | 原田峰文            |
| 9    |          | 嫁島怪奇譚             | 鈴木雅詞 金卷兼一 | 新留俊哉      | 新留俊哉        | 小澤郁 辻美也子     |
| 10   |          | 風之言靈 前篇          | 金卷兼一          | 麥野          | 雄谷將仁        | 安藤幹彥            |
| 11   |          | 風之言靈 後篇          | 金卷兼一          | 三田浩士      | 白石道太        | 石川洋一            |
| 12   |          | 薔薇與天狗             | 久保田雅史        | 湖山禎崇      | 湖山禎崇        | 南伸一郎            |
| 13   |          | 樹海的惡夢             | 鈴木雅詞          | 小島正士      | 上田繁          | 本村晃一            |
| 14   |          | 愛書的女子             | 川崎裕之          | 葛谷直行      | 開祐二          | 原田峰文            |
| 15   |          | 夏暮之蟬時雨           | 金卷兼一          | 宮下新平      | 渡邊浩          | 岡真子 辻美也子     |
| 16   |          | 嗚呼 夫婦哀歌          | 久保田雅史        | 麥野          | 秦義人          | 安藤幹彥            |
| 17   |          | 英國式的美少女         | 金卷兼一          | 今千秋        | 今千秋          | 石川洋一            |
| 18   |          | 摩訶不可思議研究會     | 久保田雅史        | 湖山禎崇      | 湖山禎崇        | 近藤優次            |
| 19   |          | 紅葉色之戀             | 鈴木雅詞          | 三田浩士      | 白石道太        | 番由紀子            |
| 20   |          | 女演員的鬼故事         | 川崎裕之          | 葛谷直行      | 開祐二          | 原田峰文            |
| 21   |          | 記憶之門               | 久保田雅史        | 新留俊哉      | 新留俊哉        | 辻美也子 本村晃一   |
| 22   |          | 青之眼                 | 鈴木雅詞          | 麥野          | 秦義人          | 安藤幹彥            |
| 23   |          | 玻璃的雪景             | 金卷兼一          | 宮下新平      | 上田繁          | 平川亞喜雄 石川洋一 |
| 24   |          | 心在遙遠之處           | 金卷兼一          | 湖山禎崇      | 湖山禎崇        | 近藤優次            |
| 25   |          | 無形之力量             | 金卷兼一          | 渡邊浩 今千秋 | 渡邊浩 宮下新平 | 岡真子              |

### 播放電視台
| 翡翠台 星期日 00:15－01:45 節目 4月9日 00:15－01:15 5月28日、6月4日 00:15－02:10 4月30日暫停播映 | 翡翠台 星期日 00:15－01:45 節目 4月9日 00:15－01:15 5月28日、6月4日 00:15－02:10 4月30日暫停播映                                           | 翡翠台 星期日 00:15－01:45 節目 4月9日 00:15－01:15 5月28日、6月4日 00:15－02:10 4月30日暫停播映 |
| --- | --- | ------------------------------------------------------------------------------------------------ |
| | 捉鬼天狗幫 （2006年4月9日－6月4日） |                                                                                                  |
| 魔剎（00:15－01:15） （2005年7月10日－2006年4月2日） | 頂Cup世界盃晚晚有德Fun（00:15－00:45） 烈火戰車2極速傳說（00:45－03:05） （2006年6月11日）七武士（00:15－01:45） （2006年7月9日－9月17日） |                                                                                                  |
| 翡翠台 星期一 以下時段 1月29日 02:40－03:35 2月5日、2月26日、3月19日、4月2日、4月16日、4月23日 02:45－03:40 2月12日 02:40－03:40 3月5日 02:55－03:50 3月12日、3月26日、4月9日 02:50－03:45 4月30日 03:05－03:35 2月19日暫停播映 | |                                                                                                  |
| 手塚治虫作品-怪醫黑傑克 （2007年1月15日－1月22日） | 捉鬼天狗幫 重播 （2007年1月29日－4月30日）                                                                                                 | — 【動畫時段取消】                                                                               |

## 廣播劇CD
- tactics第5冊初回限定版付錄 Mini Drama CD
- tactics第7冊初回限定版付錄 Mini Drama CD
- tactics第8冊初回限定版付錄 Mini Drama CD
- tactics第9冊初回限定版付錄 Mini Drama CD
- tactics第10冊初回限定版付錄 Mini Drama CD
- tactics第11冊初回限定版付錄 Mini Drama CD
- tactics原作版Drama CD～大迷惑！犬神騷動記！～
- tactics原作版Drama CD～怪奇…詛咒的幽靈屋之卷～
- tactics原作版Drama CD～學園tactics・情書是甜蜜的陷阱！？～
- tactics攜帶版Drama CD～麻煩是日常茶飯事☆～
- tactics原作版Drama CD～開運祈願！全力呼喚福～
- tactics原作版Drama CD～打開真實之門！雲外鏡狂想曲～
- 動畫系列tactics Drama CD第1卷「佐賀怪貓傳」
- 動畫系列tactics Drama CD第2卷「大妖怪奇談」
- 動畫系列tactics Drama CD第3卷「藏之中」
- Comic Blade Drama CD系列「tactics」第1卷
- Comic Blade Drama CD系列「tactics」第2卷
- tactics Special Drama CD - Comic Blade GUNZ特別付錄
- tactics Mini Drama CD